# Rio Negro (Amazonas)
Der Rio Negro (spanisch Río Negro; port. und span. für „Schwarzer Fluss“) ist mit einer Wasserführung von rund 28.400 m³/s und einer Länge von 2253 Kilometern (über Río Uaupés 2400 km) nach dem Rio Madeira der zweitgrößte Nebenfluss der Welt. Unter den längsten Flüssen der Erde belegt er Rang 60, unter den wasserreichsten jedoch Rang 6. Sein Quellgebiet liegt im Südwesten des Berglandes von Guayana in Kolumbien. Der Rio Negro fließt dann, den Äquator querend, in ostsüdöstlicher Richtung durch Brasilien und mündet unterhalb von Manaus in den Amazonas.

## Flusslauf

### Quellflüsse
Der Rio Negro entsteht aus dem Zusammenfluss der beiden Quellflüsse Río Guainía, der seit 1884 als der Oberlauf des Río Negro angesehen wird, und des etwas größeren Río Casiquiare, der als Brazo Casiquiare vom nordwärts durch Venezuela strömenden oberen Orinoco abzweigt und dabei die bedeutendste Flussbifurkation der Erde bildet.
Die Quellregion des Río Guainía liegt im Südosten von Kolumbien im Departamento Guainía, von wo er anfangs nach Osten fließt, um später nach Süden einzuschwenken und die Grenze von Kolumbien und Venezuela zu bilden. Das Flussgebiet ist sehr niederschlagsreich und kaum besiedelt. Der Flusslauf ist nur gering in die Granite und Migmatite des hier hügeligen Guayana-Schildes eingeschnitten. Gelegentlich wird der oberste Río Negro bis zur Grenze nach Brasilien auch noch als Río Guainía bezeichnet.
Der Río Casiquiare zweigt mit einer Wasserführung von etwa 250 m³/s im Bereich eines großen Schwemmfächers vom oberen Orinoco ab. Zahlreiche, besonders von links kommende Nebenflüsse lassen den zunächst nur rund 100 Meter breiten Fluss schnell anwachsen. Der größte ist der an Stromschnellen reiche Río Siapá (auch Shukuminakëu „Fluss der Wellensittiche“) mit einer Länge von über 410 Kilometern. Dieser Klarwasserfluss führt an der Einmündung mehr Wasser und kann hinsichtlich des Wasservolumens als Hauptquellast des Río Casiquiare gelten. Er ist bekannt als Siedlungsraum indigener Völker wie der Yanomami und auch für seine artenreiche Gewässerfauna. Im Einzugsgebiet des zweitgrößten Nebenflusses, des Río Pacimoni, befindet sich eine weitere Flussbifurkation, die eine Gewässerverbindung direkt zum mittleren Rio Negro herstellt.
Nördlich der venezolanischen Stadt San Carlos de Río Negro vereinigen sich Rio Guainía und Rio Casiquiare zum Rio Negro. Hier bildet der Fluss die Grenze zwischen Venezuela und Kolumbien. Beide Quellflüsse scheinen annähernd gleich groß zu sein.

### Verlauf alsRio Negro
Der Rio Negro fließt zunächst in südliche Richtung und passiert bald die Grenze nach Brasilien und dessen Bundesstaat Amazonas.
Die Einmündung des 1.375 km langen Rio Uaupés fast genau am Äquator lässt den Rio Negro dessen östliche Fließrichtung aufnehmen. Der Rio Uaupés hat bis zur Mündung einen weiteren Weg zurückgelegt, wird jedoch an Wasserführung vom Rio Negro übertroffen. Nach dem Zusammenfluss bildet der Strom, besonders oberhalb von São Gabriel da Cachoeira (port.: Katarakt), zahlreiche Stromschnellen. Etwa 200 Kilometer stromabwärts, 250 km vor Manaus, verlangsamt und verästelt sich der Rio Negro. Der Strom erreicht eine Breite von über 20 Kilometern und durchströmt im Nationalpark Jau ein ausgedehntes Überschwemmungsland (Mariuá-Archipel), eine Folge des Rückstaus durch den unterhalb liegenden Sedimentfächer des hier einmündenden Rio Branco (Weißwasserfluss), wo sich der Rio Negro auf kaum 1,5 Kilometer Breite verengt. Darauf wendet sich der Strom nach Südosten und weitet sich allmählich erneut zu etwa 27 Kilometern Breite auf, durchsetzt mit Inseln und Uferwällen des Anavilhanas-Archipels, diesmal bedingt durch den Rückstau des sehr stark Sedimente ablagernden Amazonas. Bei Manaus wird der Fluss durch hohe Ufer auf 2,7 Kilometer Breite eingeengt und von der ca. 3,5 Kilometer langen Ponte Rio Negro überquert. Nahe den südlichen Vororten von Manaus vereinigt sich der Rio Negro mit dem Amazonas, der innerhalb Brasiliens bis zu dieser Einmündung (bekannt als Encontro das Águas) den Namen Rio Solimões führt.

## Schwarzwasser
Der Rio Negro erscheint wegen seines hohen Gehaltes an Huminsäuren und Fulvosäuren, die vom Regen in seinem Einzugsgebiet (720.114 km²) aus den bereits stark ausgelaugten, sandigen Böden der Terra Firme gewaschen worden sind, schwarz (Schwarzwasserfluss).
Schwarzwasser ist zwar stark gefärbt, aber durchsichtig, weil es keine Schwebeteilchen enthält. In den nährstoffarmen Gewässern wachsen fast keine Pflanzen, dennoch gelangen viele abgestorbene Pflanzenteile dorthin und zersetzen sich.
Durch die Nährstoffarmut gibt es im Rio Negro kaum Mückenlarven und daher praktisch keine Malaria. Im Oberlauf erhält der Rio Negro aus dem Bergland von Guayana auch Klarwasserflüsse. Unterhalb der Einmündung des Rio Branco ist das Wasser trüber und bräunlicher.
Nach der Einmündung des Rio Negro kann dessen Schwarzwasser noch mehr als 30 Kilometer vom milchig-braunen Wasser des Amazonas unterschieden werden.

## Quellflüsse und größte Nebenflüsse
Der Rio Negro hat zwei Quellflüsse:
- Rechter Quellfluss: Río Guainía
  - Rechter Nebenfluss: Río Aquio
  - Linker Nebenfluss: Río Conorochite
- Linker Quellfluss: Río Casiquiare
  - Linker Nebenfluss: Río Siapá
  - Linker Nebenfluss: Río Pasimoni

Zu den größten Nebenflüssen des Rio Negro (ab dem Zusammenfluss der beiden Quellflüsse) gehören (flussabwärts):
| Rechte Nebenflüsse | Linke Nebenflüsse |
| - Río Xié - Rio Içana - Rio Uaupés - Rio Curicuriari - Rio Marié - Rio Tea - Rio Urubaxi - Rio Ararirá - Rio Cuiuni - Rio Caurés - Rio Unini - Rio Jaú - Rio Padurari | - Rio Cauaburi - Rio Marauiá - Rio Padauiri - Rio Demini - Rio Jufari - Rio Branco - Rio Jauaperi - Rio Camananaú - Rio Apuaú - Rio Cuieiras |

## Änderung Wasserstand
Im Oktober 2023 berichtete die NASA, dass sie mit dem Operational Land Imager mit dem Landsat 8 einen massiven Rückgang des Wasserstandes im Rio Negro festgestellt haben. Für den 8. Oktober 2022 war in der Nähe von Manaus noch ein Stand von 19,59 Metern ermittelt worden, welches ein typischer Wert für Oktober war. Bilder vom 3. Oktober 2023 aus derselben Region wiesen nur noch 15,14 Meter nach und am 17. Oktober 2023 ein Rekordtief von 13,49 Metern. Die NASA erwähnte hierzu Informationen von Reuters, nach denen es im Juli und September 2023 die geringsten Niederschläge seit 1980 gab. Insbesondere betraf dieses das Einzugsgebiet des Rio Negro im nördlichen Amazonas sowie in Teilen Südvenezuelas und Südkolumbiens. Der Atmosphärenforscher René Garreaud von der Universidad de Chile, vermutete El Niño als wesentliche Ursache für die Dürre. Nachrichtenagenturen zufolge hat der niedrige Wasserstand des Rio Negro und anderer nahegelegener Flüsse die Wasserversorgung in Hunderten von Gemeinden unterbrochen, die kommerzielle Schifffahrt verlangsamt und zum Sterben von Fischen und Delfinen geführt.
Im Oktober 2024 wurde der tiefste Wasserstand seit Beginn der offiziellen Messungen vor 122 Jahren gemessen.